# Joseph Clément Tissot

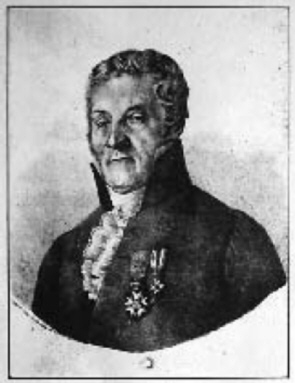
Joseph Clément Tissot

Joseph Clément Tissot, je nach Quelle auch Joseph-Clément Tissot, Clément Joseph Tissot oder Clément-Joseph Tissot (* 8. Dezember 1747 in Ornans; † 30. Juni 1826)  war ein französischer Militärarzt und  früher Pionier der Krankengymnastik. Er führte als einer der Ersten eine systematische, nach anatomischen Grundsätzen aufgebaute Gymnastik  in die Therapie von orthopädischen und chirurgischen Erkrankungen ein und leistete damit medizingeschichtlich einen entscheidenden Beitrag zur Heil- und Krankengymnastik.

## Leben
Joseph Clément Tissot kam als Sohn eines Apothekers im Jahr 1747 in der Nähe von Besançon im kleinen französischen Ort Ornans zur Welt. Er studierte in Besançon Medizin und trat danach 1777 in die französische Armee ein, in der er als Chirurg tätig war. Schon bald wendete er, entgegen der damaligen Praxis der langen Ruhigstellung, ein Therapiekonzept mit frühzeitiger Bewegungstherapie an.
1780 veröffentlichte er in seinem Text „Gymnastique Médicinale et Chirurgicale“  seine Ideen zur Krankengymnastik. Aufgrund der dadurch erlangten Aufmerksamkeit wurde er zum Fern-Mitglied der Gesellschaft für Medizin ernannt. Nach der französischen Revolution verlor er seine Anstellung am Hof und musste für kurze Zeit ins Gefängnis. Danach diente er, bis zu seiner Pension 1811, als chirurgischer Oberarzt in der Armee Napoleons. Die Zeit bis zu seinem Tod 1826 verbrachte er in Paris.

## Werk

Gymnastique médicinale et chirurgicale, 1782

In seinem 1780 erschienenes Werk Gymnastique Médicinale et Chirurgicale, welches 1782 unter dem Titel Medicinische und Chirurgische Gymnastik auf Deutsch erschien und später auch ins Englische übersetzt wurde beschreibt er seine Ideen. Das Werk gehört zu den frühesten Schriften der Krankengymnastik und erschien noch vor den Veröffentlichungen des schwedischen Gymnastikpioniers Pehr Henrik Ling. Im ersten Teil untersucht Tissot den Effekt von Bewegung und Ruhe auf die Gesundheit. Er erkannte schon, dass aktives und passives Bewegen des Patienten notwendig sind um Druckgeschwüre und „Steifigkeit und Verwachsungen der Gelenke“ zu vermeiden. Er legte bei der Durchführung seiner Bewegungstherapie Wert auf eine korrekte, dem Klienten und seiner Verletzung angepasste Übungsauswahl und Belastungsdosierung. Im zweiten Teil beschreibt er systematisch krankengymnastische Übungen zur Behandlung von Rachitis, Apoplexie, Rheuma, Gicht und anderen chirurgischen und orthopädischen Indikationen.
In seinem Werk Effets du sommeil et de la veille dans le traitement des maladies (Erstauflage 1781) beschäftigte er sich mit dem Einfluss von Schlaf und Wachheit auf den Heilungsprozess. In seinem 1798 erschienenen Werk De l’Influence des passions de l’âme dans les maladies. Et des moyens d’en corriger les mauvais effets beantwortet er die Frage nach dem Einfluss der geistigen Leidenschaften auf Krankheiten. Er stellte darin unter anderem fest, dass Lachen von Kindern, welches durch Kitzeln provoziert wird, eine heilende Wirkung habe.

## Schriften
- Joseph Clément Tissot: Medicinische und chirurgische Gymnastik oder Versuch über den Nutzen der Bewegung oder der verschiedenen Leibesübungen, und der Ruhe bey Heilung der Krankheiten. Jacobäer und Sohn, Leipzig 1782.
- Joseph Clément Tissot: Effets du sommeil et de la veille dans le traitement des maladies externes. Briot, Besançon 1795.
- Joseph Clément Tissot: De l’Influence des passions de l’âme dans les maladies. Et des moyens d’en corriger les mauvais effets. König, Paris, Strassburg 1798.